# 霍华德·钱德勒·克里斯
霍华德·钱德勒·克里斯（Howard Chandler Christy，1872年1月10日—1952年3月3日）是一位美国艺术家和插畫家。从20世纪20年代到20世纪50年代早期，克里斯創作過不少肖像畫，他畫過的人包括西奥多·罗斯福、沃伦·盖玛利尔·哈定、卡尔文·柯立芝、赫伯特·胡佛、富兰克林·德拉诺·罗斯福、哈里·S·杜鲁门、威廉·赫斯特、爱德华八世、贝尼托·墨索里尼、翁贝托和阿梅莉亚·埃尔哈特等人。 他於1940年創作的《签署美利坚合众国宪法的情景》，目前被懸掛在美國國會大廈东侧的楼梯间。